# Parafia św. Jadwigi Królowej w Rozdrożu
Parafia świętej Jadwigi Królowej w Rozdrożu – parafia rzymskokatolicka znajdująca się w archidiecezji warmińskiej, w dekanacie Nidzica.